# UFC 236
UFC 236: Holloway vs. Poirier 2（ユーエフシー・ツーサーティシックス：ホロウェイ・バーサス・ポイエー・ツー）は、アメリカ合衆国の総合格闘技団体「UFC」の大会の一つ。2019年4月13日、ジョージア州アトランタのステートファーム・アリーナで開催された。

## 大会概要
本大会では、メインイベントでマックス・ホロウェイとダスティン・ポイエーによるUFC世界ライト級暫定王座決定戦、セミでケルヴィン・ガステラムとイスラエル・アデサンヤによるUFC世界ミドル級暫定王座決定戦が組まれた。
今大会よりペイ・パー・ビューを購入できるのがESPN+のみとなった。同時にペイ・パー・ビューの価格も64.99ドルから59.99ドルへ改定された。

## 試合結果

### アーリープレリム
第1試合 バンタム級 5分3R
○  ブランドン・デイビス vs.  ランディ・コスタ ×
2R 1:12 リアネイキドチョーク
第2試合 女子フライ級 5分3R
○  ポリアナ・ボテーリョ vs.  ローレン・ミューラー ×
3R終了 判定3-0（29-28、29-28、29-28）
第3試合 バンタム級 5分3R
○  モンテル・ジャクソン vs.  アンドレ・スーカムタス ×
3R終了 判定3-0（30-26、30-27、29-27）
第4試合 ウェルター級 5分3R
○  ベラル・ムハマッド vs.  カーティス・ミランダー ×
3R終了 判定3-0（29-27、29-27、30-26）

### プレリミナリーカード
第5試合 バンタム級 5分3R
○  カリッド・タハ vs.  ボストン・サーモン ×
1R 0:25 TKO（左フック→パウンド）
第6試合 ウェルター級 5分3R
○  マックス・グリフィン vs.  ゼリム・イマダエフ ×
3R終了 判定2-0（29-27、29-27、28-28）
第7試合 フライ級 5分3R
○  アレッシャンドリ・パントージャ vs.  ウィルソン・ヘイス ×
1R 2:58 TKO（右ストレート→パウンド）
第8試合 ライト級 5分3R
○  マット・フレボラ vs.  ジェイリン・ターナー ×
3R終了 判定3-0（30-27、30-27、30-27）

### メインカード
第9試合 ライトヘビー級 5分3R
○  ニキータ・クリーロフ vs.  オヴィンス・サンプルー ×
2R 2:30 リアネイキドチョーク
第10試合 ウェルター級 5分3R
○  ドワイト・グラント vs.  アラン・ジョウバン ×
3R終了 判定2-1（29-28、27-30、29-28）
第11試合 ライトヘビー級 5分3R
○  カリル・ラウントリー・ジュニア vs.  エリク・アンダース ×
3R終了 判定3-0（30-26、30-26、30-26）
第12試合 UFC世界ミドル級暫定王座決定戦 5分5R
○  イスラエル・アデサンヤ vs.  ケルヴィン・ガステラム ×
5R終了 判定3-0（48-46、48-46、48-46）
※アデサンヤが王座獲得に成功。
第13試合 UFC世界ライト級暫定王座決定戦 5分5R
○  ダスティン・ポイエー vs.  マックス・ホロウェイ ×
5R終了 判定3-0（49-46、49-46、49-46）
※ポイエーが王座獲得に成功。

### 各賞
ファイト・オブ・ザ・ナイト： ダスティン・ポイエー vs. マックス・ホロウェイ、イスラエル・アデサンヤ vs. ケルヴィン・ガステラム
パフォーマンス・オブ・ザ・ナイト：該当なし
各選手にはボーナスとして5万ドルが授与された。

### カード変更
負傷などによるカードの変更は以下の通り。